# 第58师团
第58师团（Dai-gojūhachi Shidan）是日本帝国陆军的一个步兵师团。其代号为广兵团（Kou Heidan）。该师于1942年2月2日在汉口作为丙级师团组建。该师团的核心是第十八独立混合旅。第58师团作为后勤治安师团，骨干由独立步兵营组成，并没有独立的炮兵团。

## 成軍
昭和17年（1942）2月2日，日本陸軍「陸甲第8號」軍令指示成軍。58師團的部隊基礎是獨立混成第18旅團，該旅則是編制了8個步兵營，無師級砲兵的守備部隊。而獨混18旅的士官兵與武器裝備則是從昭和15年（1940）解編的第106師團隸屬之步兵第136旅加上熊本師管區的徵兵組合而成。

## 行动
第58师团在汉口组建后随即调往应城，繼續原先獨立混成第18旅團時代的治安維護任务。
1943年5月，第58师团参加了鄂西会战。暂时保住了宜昌-武汉的河上运输线。 
第58师团从1944年5月起参加了豫湘桂会战，并于1944年7月20日至8月8日期间投入衡陽保衛戰，作為日軍第三波總攻擊的投入單位之一。後在11月再度投入桂柳會戰作為桂林城攻堅使用。随着一號作戰的結束，该师被重新佈署到柳州市的第11军司令部，执行驻防任务。
第58师团直接隶属于支那派遣军，并于1945年4月1日在沖繩島戰役开始后奉命撤退收縮防線。1945年4月，國民革命軍發動桂柳反攻作戰，發兵企圖將日軍逐出廣西省與雲南省。58師團在撤退戰中作為守護第11軍司令部撤退回湖南省的殿後部隊，承受了一定程度的損失。1945年5月27日，第58师团弃守柳州，58師下屬的獨立步兵第106大隊是該師最末端的墊後單位，駐防於廣西省鹿寨縣，直到7月才開始撤退。8月16日在全州縣之西南方白沙鋪與國民革命軍第三方面軍交戰，是抗日戰爭中國戰場已知的最後一場作戰。
1945年8月15日日本投降后，58師部隊各部隊原地向中国军队投降。